# Alana Ramsay
Alana Ramsay (22 de dezembro de 1994) é uma esquiadora alpina paralímpica canadense, nascida em Calgary, na província de Alberta. Ramsay, que nasceu com paralisia cerebral devido a um derrame cerebral, começou a esquiar aos 6 anos. No circuito da Copa do Mundo Para-Alpina de 2015/16, ela conquistou seu primeiro pódio. Em 2016 e 2017, Ramsay foi eleita Atleta Para-Alpina Feminina de Corrida de Esqui Canadense do Ano. Ramsay competiu em 3 jogos paraolímpicos até agora e ganhou medalhas de bronze nas Paraolimpíadas de Inverno de Pyeongchang 2018, em eventos super-G e super combinados. Nas Paraolimpíadas de Inverno de Pequim de 2022, Ramsay conquistou mais duas medalhas de bronze nas provas super combinadas em pé e super-G em pé.